# رائد بوشنيبة
رائد بوشنيبة (مواليد 25 سبتمبر 2003) هو لاعب كرة قدم تونسي، يشغل مركز المدافع في صفوف نادي الترجي الرياضي التونسي ضمن الرابطة التونسية المحترفة الأولى لكرة القدم، ويمثل المنتخب التونسي.

## المسيرة
بدأ رائد بوشنيبة مسيرته الكروية مع الترجي الرياضي التونسي. وشارك في دوري أبطال أفريقيا.

## أسلوب اللعب
يلعب بوشنيبة بشكل رئيسي في مركز الظهير.

## الإنجازات

### النادي
الترجي الرياضي التونسي
- الرابطة التونسية المحترفة الأولى
- كأس تونس[6]

## الإحصائيات الدولية

### المنتخبات
| المنتخب | السنة | المباريات | الأهداف |
| ------- | ----- | --------- | ------- |
| تونس    | 2023  | 4         | 0       |
| تونس    | 2024  | 1         | 0       |
| المجموع |       | 5         | 0       |